# كارتر هارمان
كارتر هارمان (بالإنجليزية: Carter Harman)‏ هو قائد مروحية ‏ وصحفي ومنتج أسطوانات وملحن أمريكي، ولد في 1918، وتوفي في 2007.

## وصلات خارجية
- كارتر هارمان على موقع IMDb (الإنجليزية)
- كارتر هارمان على موقع ميوزك برينز (الإنجليزية)
- كارتر هارمان على موقع ديسكوغز (الإنجليزية)